# ارو الکترونیکس
ارو الکترونیکس (به انگلیسی: Arrow Electronics) شرکت الکترونیکی آمریکایی است، که در زمینه توزیع و پخش تجهیزات الکترونیکی، مخابراتی، سخت‌افزار و قطعات کامپیوتر فعالیت می‌نماید.
شرکت ارو الکترونیکس در سال ۱۹۳۵ توسط موریس گولدبرگ در نیویورک راه‌اندازی شد. دفتر مرکزی این شرکت در شهر انگلوود، کلرادو، ایالات متحده آمریکا قرار دارد و بخشی از سهام آن در بازار بورس نیویورک معامله می‌شود. شرکت ارو در سال ۲۰۱۳ در فهرست فرچون ۵۰۰، رتبه ۱۴۰ از بزرگترین شرکت‌های ایالات متحده آمریکا را به خود اختصاص داد.